# Cruz del Eje
Cruz del Eje – miasto w Argentynie, położone w zachodniej części prowincji Córdoba.

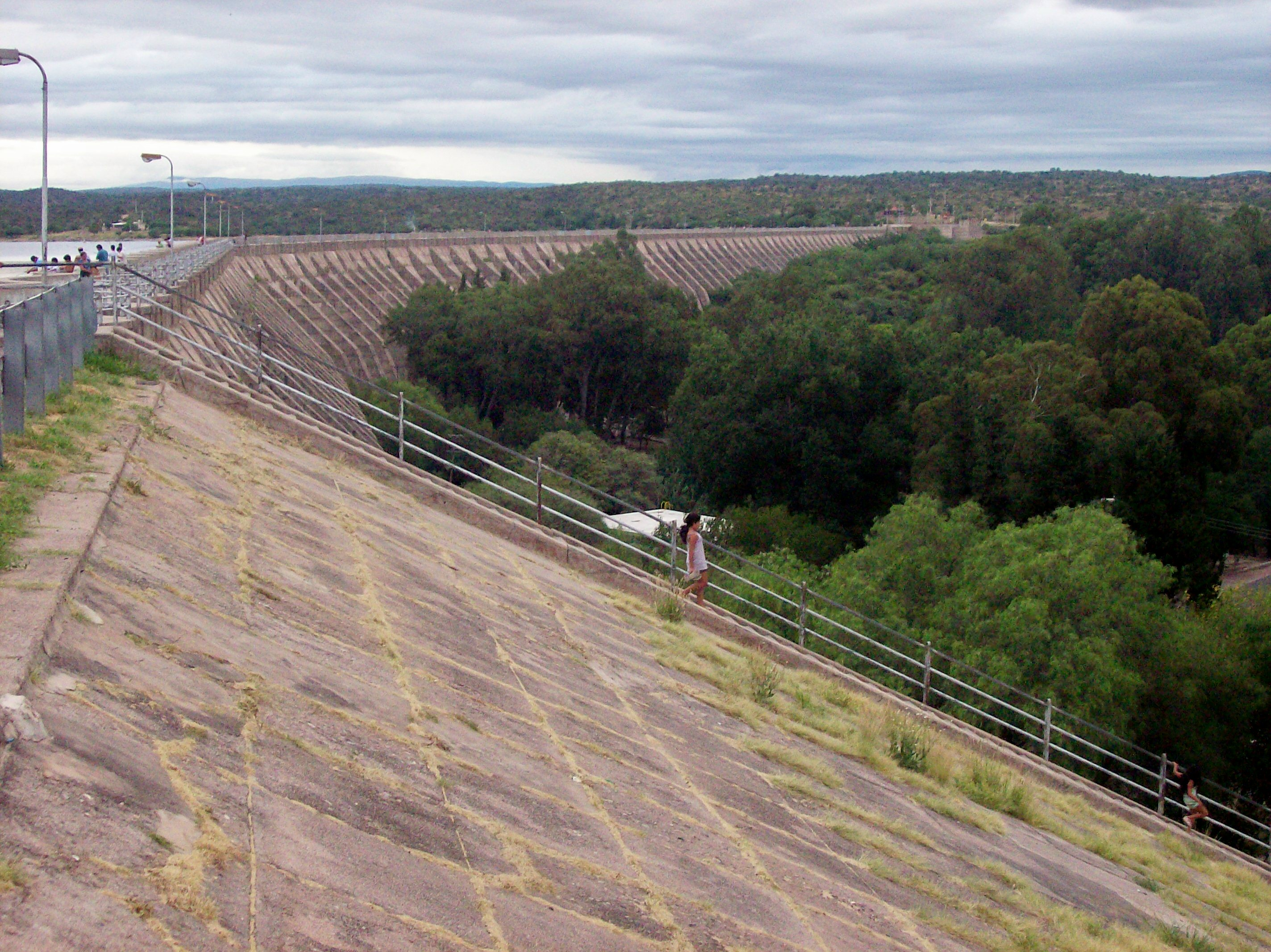
Zapora wodna Cruz del Eje

## Opis
Miejscowość została założona w 22 września 1775 roku. W mieście jest węzeł drogowy-RP16 i RN38, przebiega też linia kolejowa. Znajduje się tu Katedra Najświętszej Marii Panny z Góry Karmel, będąca siedzibą diecezji Cruz del Eje. W 1944 roku, w odległości 7 km od miasta została wybudowana zapora wodna i utworzony zbiornik retencyjny Cruz del Eje.